# 奥罗拉 (伊利诺伊州)
奥罗拉（英語：Aurora）為位于美国伊利诺伊州凱恩郡、杜佩奇縣、肯德爾郡和威爾縣之一城市，2007年人口為168,181人。
奥罗拉為伊利诺伊州仅次於芝加哥之第二大城市。